# Glassboro
Glassboro is een plaats (borough) in de Amerikaanse staat New Jersey, en valt bestuurlijk gezien onder Gloucester County.

## Demografie
Bij de volkstelling in 2000 werd het aantal inwoners vastgesteld op 19.068.
In 2006 is het aantal inwoners door het United States Census Bureau geschat op 19.360, een stijging van 292 (1,5%).

## Geografie
Volgens het United States Census Bureau beslaat de plaats een oppervlakte van
23,8 km², geheel bestaande uit land.

## Plaatsen in de nabije omgeving
De onderstaande figuur toont nabijgelegen plaatsen in een straal van 12 km rond Glassboro.